# Circulaire du 6 juin 2001 relative à la durée des audiences
Circulaire Lebranchu
La circulaire du 6 juin 2001 relative à la « durée des audiences », appelée dans la pratique judiciaire « circulaire Lebranchu », est une circulaire ministérielle signée le 6 juin 2001 par le Garde des sceaux, ministre de la justice alors en fonction, Marylise Lebranchu.
Cette circulaire, non impérative et ne comportant aucune sanction, n'a pas été publiée au Journal officiel. Elle fait suite à la loi du 15 juin 2000 sur la présomption d'innocence et la mise en œuvre au sein du ministère de la justice de la réduction du temps de travail.
Elle indique notamment aux magistrats, greffiers et avocats que les audiences, et spécialement les audiences correctionnelles, ne doivent pas excéder des « limites raisonnables ». Elle invite donc les magistrats du siège et du parquet de s'assurer qu’en principe, la durée de ces audiences commençant en début de matinée ou d’après midi n’excède pas six heures, délibéré compris. Quand une audience débute le matin et est prévue sur la journée, l'audience ne devrait pas durer plus de huit heures, délibéré compris, sauf circonstances exceptionnelles.